# Dia Mundial da População

O Dia Mundial da População é um evento anual, celebrado no dia 11 de julho. Seu objetivo é alertar para as questões do planejamento e desenvolvimento populacional, quando parte significativa da humanidade não tem acesso a recursos e serviços básicos como saúde, educação, saneamento e alimentação, entre outros. O evento foi criado pelo Conselho de Governo do Programa de Desenvolvimento das Nações Unidas em 1989. Foi inspirado pelo interesse público no Dia dos Cinco Bilhões, em 11 de julho de 1987, data aproximada em que a população mundial atingiu cinco bilhões de pessoas. Os seis bilhões foram atingidos em outubro de 1999, e os sete bilhões em outubro de 2011. A população mundial chegou a 7,7 bilhões em abril de 2019.